# Seabiscuit (film)
Seabiscuit är en amerikansk långfilm från 2003 i regi av Gary Ross, med Tobey Maguire, Jeff Bridges, David McCullough och Chris Cooper i rollerna.

## Handling
Seabiscuit är en verklighetsbaserad film om tre män och en häst. 
Charles Howard (Jeff Bridges) lyckas bli förmögen genom den växande bilindustrin men förlorar sin son i en bilolycka. Den unga, men inte framgångsrika, jockeyn Red Pollard (Tobey Maguire) överges av sin framilj på grund av depressionen som även förmörkar tränaren Tom Smiths (Chris Cooper) liv. Dessa tre mycket olika män kom att bindas samman av en häst, Seabiscuit.
Med en imponerande stamtavla förväntades det att han skulle bli stor på kapplöpningsbanorna, men hästen förlorade nästan alla lopp han tävlade i och tillbringade hellre sina dagar med att äta och sova. Till slut ansågs han som ett hopplöst fall och fick agera förlorare i träningslopp för att stärka de andra hästarnas självförtroenden. Charles Howard köper Seabiscuit med påtryck av tränaren Tom Smith som ser något i hästen. Red Pollards liv ligger i spillror, liksom hästens, men med hjälp av Tom Smiths träning kom deras liv till att vända och Seabiscuit blir en av tidernas största kapplöpningshästar.

## Kuriosa
Seabiscuit i löp spelas av hästen Popcorn Deelites. Seabiscuit spelades även av fem andra hästar, var och en utvald för en speciell förmåga. En häst fick rollen för att speciellt ligga ner och sova.

## Rollförteckning
- David McCullough - berättarröst
- Tobey Maguire - Red Pollard (Seabiscuits jockey)
- Jeff Bridges - Charles Howard (Seabiscuits ägare)
- Chris Cooper - Tom Smith (tränare)
- Michael Ensign - Steamer Owner
- James Keane - Car Customer
- Valerie Mahaffey - Annie Howard (Charles Howards fru)
- David Doty - Land Broker
- Elizabeth Banks - Marcela Howard
- Michael Angarano - Red Pollard som ung
- William H. Macy - Tick Tock McGlaughlin
- Gary Stevens – George Woolf (jockey)
- Popcorn Deelites – Seabiscuit[1]